# Championnats d'Europe de kayak-polo 2009
Navigation
Édition précédente Édition suivante
Les 8es championnats d'Europe de kayak-polo de 2009 se sont déroulés du 19 au 23 août à Essen, en Allemagne, en 2009.

## Tableau récapitulatif des médailles
| Catégorie      | Médaille d'or   | Médaille d'argent | Médaille de bronze |
| -------------- | --------------- | ----------------- | ------------------ |
| Séniors Hommes | Italie          | Allemagne         | Grande-Bretagne    |
| Séniors Dames  | Grande-Bretagne | Pays-Bas          | France             |
| Espoirs Hommes | Allemagne       | France            | Pologne            |
| Espoirs Dames  | France          | Grande-Bretagne   | Allemagne          |

## Classements finaux
Le tournoi Hommes, qui réunissait 15 nations participantes, voit l'Italie remporter le titre face à l'Allemagne grâce à un but en or, après deux prolongations n'ayant pas réussi à départager les deux équipes. La Grande-Bretagne s'attribue la médaille de bronze.
| Médaille d'or      | Italie          |
| Médaille d'argent  | Allemagne       |
| Médaille de bronze | Grande-Bretagne |
| 4.                 | Pays-Bas        |
| 5.                 | Suisse          |
| 6.                 | France          |
| 7.                 | Danemark        |
| 8.                 | Suède           |
| 9.                 | Portugal        |
| 10.                | Espagne         |
| 11.                | Pologne         |
| 12.                | Belgique        |
| 13.                | Irlande         |
| 14.                | Hongrie         |
| 15.                | Russie          |

| Médaille d'or      | Grande-Bretagne |
| Médaille d'argent  | Pays-Bas        |
| Médaille de bronze | France          |
| 4.                 | Italie          |
| 5.                 | Allemagne       |
| 6.                 | Espagne         |
| 7.                 | Danemark        |
| 8.                 | Suède           |
| 9.                 | Hongrie         |

| Médaille d'or      | Allemagne       |
| Médaille d'argent  | France          |
| Médaille de bronze | Pologne         |
| 4.                 | Italie          |
| 5.                 | Grande-Bretagne |
| 6.                 | Pays-Bas        |
| 7.                 | Espagne         |
| 8.                 | Suisse          |
| 9.                 | Danemark        |
| 10.                | Belgique        |
| 11.                | Portugal        |
| 12.                | Lituanie        |

| Médaille d'or      | France          |
| Médaille d'argent  | Grande-Bretagne |
| Médaille de bronze | Allemagne       |
| 4.                 | Pologne         |
| 5.                 | Suisse          |
| 6.                 | Espagne         |
| 7.                 | Pays-Bas        |